# Michael Kohlhaas
Michael Kohlhaas (en francés: Michael Kohlhaas) es una película dramática franco-alemana de 2013 dirigida por Arnaud des Pallières basada en al novela homónima de Heinrich von Kleist inspirada a su vez en la historia de Hans Kohlhase. Fue nominada a la Palma de Oro en el Festival Internacional de Cine de Cannes de 2013.

## Argumento
Durante el siglo XVI, el comerciante de caballos Michael Kohlhaas lleva sus caballos al mercado. Al pasar por las tierras de un barón local, el barón se apodera de dos de sus caballos, aunque el derecho a cobrar peajes ha sido abolido en el país. Cuando Kohlhaas descubre que su leal sirviente fue atacado por los guardianes del barón, y que sus caballos han sido heridos y abusados, intenta pedir una compensación monetaria, pero su demanda es desestimada porque el barón tiene un pariente en la corte. Más tarde, la esposa de Kohlhaas muere a causa de las heridas sufridas a manos de los hombres del barón. Kohlhaas lidera una revuelta para atacar la casa del barón y luego para inducir a las autoridades a administrar una justicia satisfactoria.

## Reparto
- Mads Mikkelsen como Michael Kohlhaas
- Delphine Chuillot como Judith
- Bruno Ganz como el gobernador
- Paul Bartel como Jérémie
- Mélusine Mayance como Lisbeth
- David Bennent como César
- David Kross como el predicador
- Denis Lavant como el teólogo
- Sergi López como el hombre de un solo brazo
- Roxane Duran como la princesa Marguerite de Navarre
- Amira Casar como la abadesa
- Swann Arlaud como el barón

## Acogida de la crítica
El film fue duramente criticado por los críticos. Luis Martínez del diario ABC comentaba que "Todo es ruido y uñas sucias en un intento nada disimulado de suplir la falta de hondura con tumulto". Nando Salvá de Cinemanía decía de la película "una historia de venganza que alardea de dar más importancia a la psicología que a la sangre y que, en todo caso, es un sopor".

## Premios y distinciones
El film ganó el Iris de Oro en el Festival de Cine de Bruselas. En enero de 2014, la película recibió seis nominaciones a los Premios César, consiguiendo dos galardones.